# Nuovo Circondario Imolese
Il Nuovo Circondario Imolese è un'unione di comuni situata nella città metropolitana di Bologna, a cavallo tra l'Emilia e la Romagna, costituita a norma del d.lgs. 267/2000.
Essa aggrega i sette comuni romagnoli di Borgo Tossignano, Casalfiumanese, Castel del Rio, Dozza, Fontanelice, Imola e Mordano, e i tre comuni emiliani di Castel Guelfo di Bologna, Castel San Pietro Terme e Medicina. Il territorio corrisponde inoltre ai comuni dell'AUSL di Imola, che era stata istituita con delibera della Giunta Regionale nº 2450 del 7 giugno 1994.
Ha una popolazione di 133 133 abitanti (al 1-1-2022) e si estende su una superficie di 787,28 km².
La sede si trova in via Boccaccio 27 a Imola.
La denominazione dell'ente richiama il Circondario di Imola esistito dal 1859 al 1926. 

## Amministrazione
Dal gennaio 2021 il Presidente è Marco Panieri, sindaco di Imola.
Direttore generale dal 1º gennaio 2023, su nomina dello stesso Panieri, è Sergio Maccagnani.

## Funzioni
Tra le principali funzioni attribuite dai comuni aderenti all'unione vi sono: 
- gestione del personale
- gestione dei tributi comunali
- polizia locale
- sistemi informativi
- servizi pubblici locali
- sistemi di pianificazione urbanistica intercomunale